# Gilbert de Clare (5. hrabia Hertford)
Gilbert de Clare, 5. hrabia Hertford i 1. hrabia Gloucester (ur. 1180 w Hertford, zm. 25 października 1230 w Penrose), angielski możnowładca, syn Richarda de Clare, 4. hrabiego Hertford, i Amicji FitzWilliam, córki 2. hrabiego Gloucester.
W czerwcu 1202 r. otrzymał ziemie w okolicach Harfleur i Montrevillers. W 1215 r., razem z ojcem, był jednym z baronów, którzy podpisali Wielką Kartę Swobód. Podczas Pierwszej Wojny Baronów opowiedzieli się za księciem Ludwikiem Francuskim przeciwko Janowi bez Ziemi i jego synowi Henrykowi III, za co obaj zostali ekskomunikowani przez papieża Innocentego III. Gilbert brał udział w bitwie pod Lincoln w 1217 r. i został wzięty do niewoli przez Williama Marshala, którego córkę wkrótce poślubił.
Po śmierci ojca w 1217 r. Gilbert został 5. hrabią Hertford. W tym samym roku został kreowany 1. hrabią Gloucester. W 1223 r., u boku swojeg szwagra, hrabiego Pembroke, brał udział w wyprawie na Walię. W 1225 r. uczestniczył w potwierdzeniu przez króla Henryka III postanowień Wielkiej Karty. W 1228 r. poprowadził kolejną wyprawę przeciwko Walijczykom i pojmał ich wodza, Morgana Gama, który jednak został uwolniony w 1229 r. W 1230 r. Hertford przyłączył się do ekspedycji przeciwko Bretanii. Zmarł podczas marszu do Penrose. Został pochowany w katedrze w Tewkesbury, której był hojnym sponsorem.
9 października 1217 r. w Tewkesbury poślubił Isabel Marshal (9 października 1200 - 17 stycznia 1240), córkę Williama Marshala, 1. hrabiego Pembroke, i Isabel de Clare, córki 2. hrabiego Pembroke. Gilbert i Isabel mieli razem trzech synów i trzy córki:
- Agnes de Clare (ur. 1218)
- Amice de Clare (1220–1287), żona Baldwina de Redvers, 6. hrabiego Devon
- Richard de Clare (4 sierpnia 1222 - 15 lipca 1262), 6. hrabia Hertford i 2. hrabia Gloucester
- Isabel de Clare (2 listopada 1226 - po 10 lipca 1268), żona Roberta de Brus, 5. lorda Annandale
- William de Clare (1228–1258)
- Gilbert de Clare (ur. 1229)